# منطقه یووجیانگ
منطقه یووجیانگ (به لاتین: Youjiang District) یک سکونتگاه مسکونی در جمهوری خلق چین است که در بایسه واقع شده‌است.

## خصوصیات
منطقه یووجیانگ ۳٬۷۱۳ کیلومترمربع مساحت و ۳۲۰٬۱۰۰ نفر جمعیت دارد.